# Melania Dalla Costa

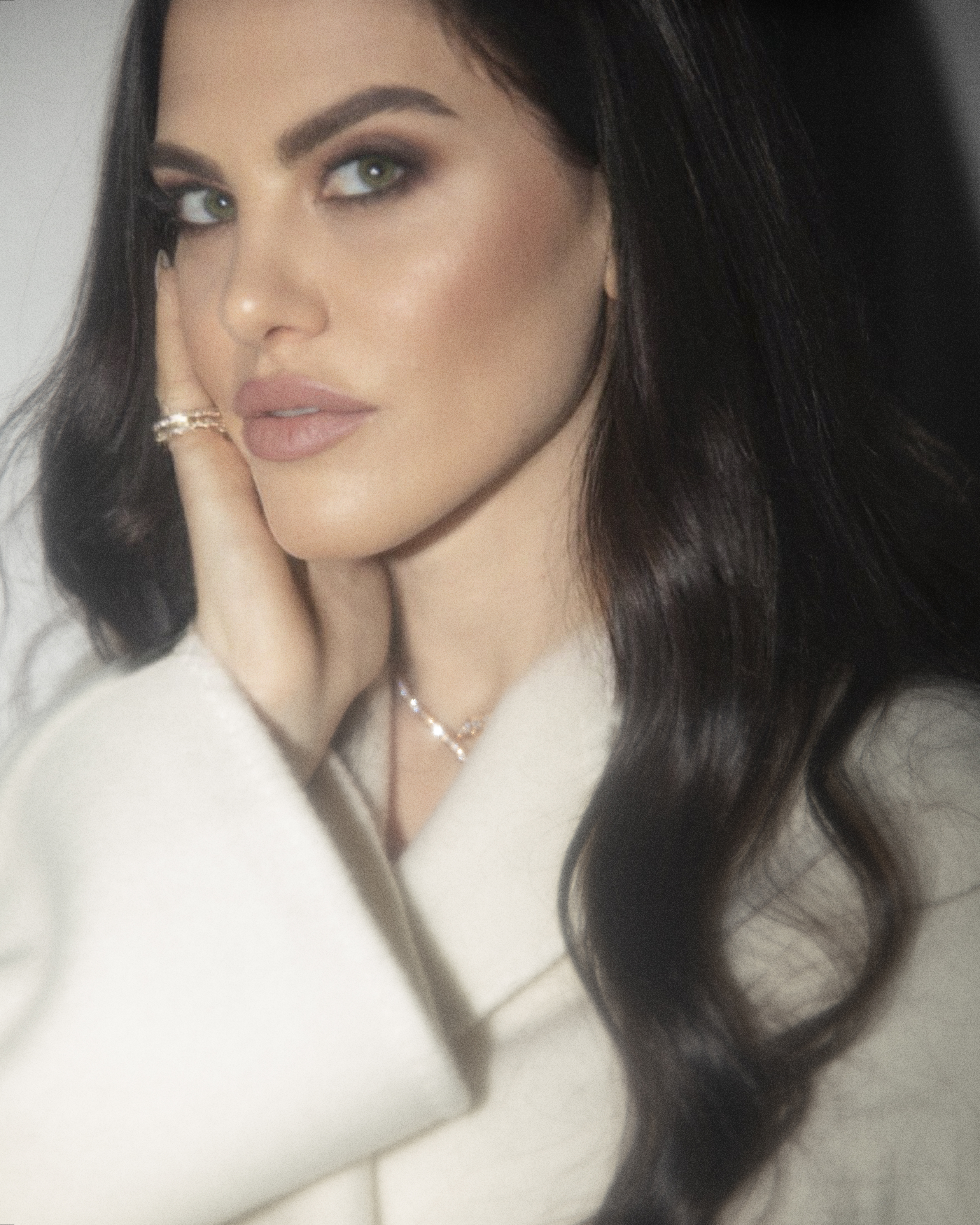
Melania Dalla Costa, 2023

Melania Dalla Costa (* 25. Februar 1988 in Marostica) ist eine italienisch-französische Schauspielerin, Drehbuchautorin, Filmemacherin und Aktivistin. Sie war Autorin, Produzentin und Hauptdarstellerin von I Sogni Sospesi, der bei den 76. Internationalen Filmfestspielen von Venedig gezeigt wurde. Für den Film erhielt sie mehrere Preise und Nominierungen. Sie erschien erstmals 2014 als Schauspielerin in dem Film Un posto al Sole.

## Filmografie (Auswahl)
- 2014: Un posto al sole
- 2015: Only When I’m Alone I Find Myself and I Often Check If I’m Lost
- 2016: Cotton Prince
- 2016: Immaturi
- 2017: Stato di ebbrezza
- 2017: Three
- 2018: I Sogni Sospesi
- 2020: Gli Ultimi Resti
- 2022: Secondo